# Eurycea spelaea
Espèce
Synonymes
- Typhlotriton spelaeus Stejneger, 1892
- Typhlotriton nereus Bishop, 1944
- Typhlotriton braggi Smith, 1968

Statut de conservation UICN

 LC  : Préoccupation mineure
Eurycea spelaea est une espèce d'urodèles de la famille des Plethodontidae.

## Répartition
Cette espèce est endémique du centre-est des États-Unis. Elle se rencontre :
- dans le sud du Missouri ;
- dans le nord de l'Arkansas ;
- dans l'est de l'Oklahoma ;
- dans le sud-est du Kansas.

## Étymologie
Son nom d'espèce du latin spelea, « grotte », lui a été donné en référence à son habitat.

## Publication originale
- Stejneger, 1892 : Preliminary description of a new genus and species of blind cave salamander from North America. Proceedings of the United States National Museum, vol. 15, p. 115-117 (texte intégral).